# Salix longiflora
Salix longiflora är en videväxtart som beskrevs av Nathaniel Wallich och Nils Johan Andersson. Salix longiflora ingår i släktet viden, och familjen videväxter. Utöver nominatformen finns också underarten S. l. albescens.